# Iran
Iran, uradno Islamska republika Iran (IRI), v preteklosti poznan tudi kot Perzija je država v Zahodni Aziji. Na severozahodu meji na Turčijo, na zahodu na Irak, na severu na Azerbajdžan, Armenijo, Kaspijsko jezero in Turkmenistan, na vzhodu na Afganistan, na jugovzhodu na Pakistan in na jugu na Omanski in Perzijski zaliv. Iran se s skoraj 90 milijoni prebivalcev večinoma perzijskega etničnega ozadja na območju 1.648.195 km2 uvršča na 17. mesto na svetu tako po geografski velikosti kot po številu prebivalcev. Je šesta največja država v Aziji in ena najbolj goratih držav na svetu. Iran je uradno islamska republika in ima večinsko muslimansko prebivalstvo. Država je razdeljena na pet regij z 31 pokrajinami. Teheran je glavno mesto, največje mesto in finančno središče države.
Kot zibelka civilizacije, je Iran naseljen že od mlajšega paleolitika. Kot državo ga je prvič združil Dejok v sedmem stoletju pred našim štetjem, svoj ozemeljski vrh pa je dosegel v šestem stoletju pred našim štetjem, ko je Kir Veliki ustanovil Ahemenidsko cesarstvo, eno največjih v antični zgodovini. Aleksander Veliki je cesarstvo osvojil v četrtem stoletju pred našim štetjem. Iranski upor je v tretjem stoletju pred našim štetjem osvobodil državo in privedel do ustanovitve Partskega cesarstva, čemur je v tretjem stoletju našega štetja sledilo Sasanidsko cesarstvo. Antični Iran je bil eden izmed najbolj zgodnjih mest, kjer so je razvila pisava, kmetijstvo, urbanizacija, religija in centralna vlada. V sedmem stoletju našega štetja so regijo osvojili muslimani, kar je privedlo do islamizacije Irana. Razcvet književnosti, filozofije, matematike, medicine, astronomije in umetnosti so postali glavni elementi iranske civilizacije v času islamske zlate dobe. Vrsta iranskih muslimanskih dinastij je končala arabsko vladavino, oživila perzijski jezik in vladala državi do seldžuških in mongolskih osvajanj v 11. do 14. stoletju.
V 16. stoletju so domači Safavidi ponovno vzpostavili enotno iransko državo, katere uradna vera je bil dvanajstiški šiizem. V času afšaridskega cesarstva v 18. stoletju je bil Iran vodilna svetovna sila, čeprav je v 19. stoletju zaradi spopadov z Ruskim cesarstvom izgubil precej ozemlja. V začetku 20. stoletja je prišlo do perzijske ustavne revolucije in vzpostavitve dinastije Pahlavi. Poskusi Mohameda Mosadeka, da bi nacionaliziral naftno industrijo, so leta 1953 privedli do anglo-ameriškega državnega udara. Po iranski revoluciji je bila leta 1979 monarhija strmoglavljena, Islamsko republiko Iran pa je ustanovil Ruholah Homeini, ki je postal prvi vrhovni voditelj države. Leta 1980 je Irak napadel Iran in sprožil osemletno iransko-iraško vojno, ki se je končala s premirjem.
Iran je uradno urejen kot unitarna islamska republika s predsedniškim sistemom, najvišjo oblast pa ima vrhovni voditelj. Vlada je avtoritarna in je deležna številnih kritik zaradi velikih kršitev človekovih pravic in državljanskih svoboščin. Iran je pomembna regionalna sila zaradi velikih zalog fosilnih goriv, vključno z drugo največjo zalogo zemeljskega plina na svetu in tretjo največjo dokazano zalogo nafte, geopolitično pomembne lege, vojaških zmogljivosti, kulturne hegemonije, regionalnega vpliva in vloge svetovnega središča šiitskega islama. Iransko gospodarstvo je 19. največje na svetu po pariteti kupne moči. Iran je aktiven in ustanovni član Združenih narodov, Organizacije islamske konference (OIC), Organizacije držav izvoznic (OPEC), Organizacije za gospodarsko sodelovanje in razvoj (ECO), Gibanja neuvrščenih (NAM), Šanghajske organizacije za sodelovanje (SCO) in skupine BRICS. V Iranu se nahaja 28 Unescovih spomenikov svetovne dediščine, kar Iran uvršča na 10. mesto na svetu, in na 5. mesto na svetu po nesnovni kulturni dediščini ali človeških zakladih.

## Geografija
Iran meji na sedem držav: na zahodu in severozahodu na Irak (dolžina meje 1609 km), Turčijo (511 km), Azerbajdžan (800 km) in Armenijo (48 km), na severovzhodu in vzhodu na Turkmenistan (1205 km) in vzhodu in jugovzhodu na Afganistan (945 km) in Pakistan (978 km). Na severu Irana leži 756 km dolga obala Kaspijskega jezera (največje jezero na svetu). Na jugu in jugozahodu ima 2.045 km dolgo obalo v Omanskem zalivu in Perzijskem zalivu, ki ju loči Hormuška ožina. Na tej za nafto pomembni transportni poti ležita, pri kraju Bandar Abbas, otoka Qeschm in Hormuz, oddaljena od Arabskega polotoka (Oman in Združeni arabski emirati) le 50 kilometrov.
Najsevernejša točka Irana se nahaja na 39° 47' severne zemljepisne širine in se je na približno isti zemljepisni širini kot Palma de Mallorca (Španija). Najjužnejša točka se nahaja na 25° severne zemljepisne širine in se je na približno isti zemljepisni širini kot Doha (Katar). Najzahodnejša točka se nahaja na 44° 02' vzhodne zemljepisne dolžine (približno kot Bagdad - Irak). Vzhodna točka se nahaja na 63° 20' vzhodne zemljepisne dolžine ali tako kot Herat (Afganistan).
Iran je gorata dežela in obsega večji del Iranskega višavja. Od SV proti V se odcepita dve mlado nagubani gorstvi: 900 km dolg Elburs (Kũhhã-ye-Albroz z najvišjim vrhom Damãvand, 5670 m, ugasli vulkan) in vzhodno Kopet Dag (Koppe Dãg), na jugu leži gorovje Zagros (Kũhhã-ye-Zagros z najvišjim vrhom Zard Kũh, 4548 m). Gorski hrbti ležijo v smeri SZ–JV, vmes so doline in nekaj kotlin.
Iransko višavje s poprečno nmv. okoli 1200 m obsega velike puščavske kotline, napolnjene z rečnimi naplavinami, na vzhodu pa so slane puščave Dasht-e Kavĩr in Dasht-e Lũt. Zaradi geoloških pogojev se pogosto pojavljajo potresi.
Ob obali Kaspijskega jezera so reke iz Elbruesa nasule 500 km dolgo in več kilometrov široko delno zamočvirjeno ravnino.
Ravnina Huzistan ob vznožju Zagrosa je najvzhodnejši del Mezopotamije.
Večina rek v Iranu ne odteče v morje. Ko pritečejo z gora, presahnejo v rečnih naplavinah in slanih jezerih. Pritoki Kaspijskega jezera imajo dovolj vode vse leto. Največja iranska reka Karun (Rũd-e Kãrũn) je dolga 890 km in teče v območju Huzistana ter se izliva v Šațț al-'Arab. Iran ima tudi več slanih jezer, med njimi zelo veliko na severozahodu države, 4868 km², Urmijsko jezero.

### Podnebje
Podnebje v Iranu je suho subtropsko. Puščavsko s hladnimi zimami in vročimi poletji na vzhodu. Ob Kaspijskem jezeru je vlažno subtropsko. Tukaj je tudi največ padavin, do 1200 mm. Sicer je padavin malo, manj kot 200 mm v nižinah, do 300 mm v višavju.

### Tla, rastlinstvo in živalstvo
Na dnu mnogih kotlin prevladujejo slana tla, ki so nerodovitna, gorska pobočja so kamnita. Rodovitna tla so v glavnem na rečnih naplavinah v dnu dolin in ob obali Kaspijskega jezera. Večina Irana (53 %) je prekrita z rjavimi puščavskimi tlemi. 27 % je pašnikov, 10 % je obdelane zemlje (75.620 km² se namakajo), 11 % je gozd, ki je prekomerno izkoriščan. Večina gozdov se nahaja med gorovjem Elburs in Kaspijskim jezerom. Prevladujejo listavci, nekaj je tudi endemičnih vrst (npr. Parrotia caspica). V okviru projekta Parrotia (2001) o Iranu, nemške zvezne agencije za varstvo narave in Fundacije Michael Succow je »Kaspijski gozd« priznan kot svetovna dediščina UNESCO in trajno zaščiten v skladu s konceptom za zaščito in uporabo Kaspijskega gozda.
Večina Iranskega višavja je puščava ali polpuščava, tukaj uspeva skromno rastje.
Prosto živeče živali v Iranu so zelo raznolike in prilagojene na različne vegetacijske cone. Živali step in polpuščav so gazele in divji osli, tudi divje ovce in koze in druge tipične gorske živali. V gozdovih živi jelenjad. Nekaj je rjavih medvedov, hijene, gepardi in leopardi so še vedno prisotni v oddaljenih območjih, tigri in levi so iztrebljeni. Iran ima več zavarovanih območij: rezervat Arasbaran, zaščiteno območje Touran, narodni park Golestan in narodni park Kavir. Na otoku sredi Urmijskega jezera je bil mezopotamski jelen (Dama dama mesopotamica), ki je v divjini izumrl. Edina endemična vrsta ptic v Iranu je perzijska talna šoja (Podoces pleskei).
- Puščava Dasht-e Kavĩr (satelitska slika)
- Puščava Dasht-e Lũt pri Kermanu
- Smučarski center Dizin v gorovju Elburs

## Zgodovina
Iranska zgodovina seže več tisoč let nazaj in je ena najstarejših na svetu. Na Iranskem višavju je živelo mnogo civilizacij, od Šahri Sohte (Shahr-e Sūkhté - Požgano mesto) v Sistanu iz bronaste dobe, Džiroftske kulture in Elamitskega kraljestva, preko Ahemenidskega, Partskega in Sasanidskega cesarstva, vse do današnje Islamske Republike Iran.

### Prazgodovina in stari vek
Na področju Irana, točneje v Beludžistanu, so našli ostanke prisotnosti ljudi še iz časa spodnjega paleolitika, od katerih najstarejši datirajo do 800.000 let nazaj. Na severozahodu dežele ob Kaspijskem jezeru, so našli ostanke gospodarske dejavnosti iz obdobja mezolitika. Neolitska nahajališča kažejo na poljedelsko dejavnost izpred okoli 6.000 do 7.000 let v dolini Gorgana, v Tureng-Tapeju, Jarim-Tapeju in v osrednjem delu, v Sialku II (blizu Kašana).
Predmete iz bakra in poslikane keramike iz bronaste dobe (pred 4.000 leti) so našli v Suzi (pokrajina Huzestan) in Tape-Sialku. Šele z arheološkimi raziskovanji v novejšem času spoznavamo zelo stare civilizacije ki so na tem mestu gradile mesta pred 5000 leti.
V začetku tretjega tisočletja pr. n. št., se v Suzi pojavi oblika pisave, ki je verjetno nastala iz stare sumerske pisave. Elamsko cesarstvo (pred tem je obstajala protoelamitska civilizacija) je postalo nova regionalna moč v jugozahodnem Iranu ter svojevrstna konkurenca sosednim cesarstvom Babiloniji in Asiriji. Šele v drugem tisočletju pr. n. št. pridejo na iranski plato narodi iz srednje Azije. Sredi 7. stoletja pr. n. št. Medijci zbrani v plemenih na severu in severozahodu postanejo samostojna regionalna sila in ustanovijo Medijsko cesarstvo. Ob koncu istega stoletja se Medijci in Babilonci osvobodijo od Asircev, ko zavzamejo Ninive (612. pr. n. št.). V tem času viri pišejo o Kiru I., kralju Anšana in vnuku Ahemena, ustanovitelja prvega perzijskega cesarstva.

#### Ahemenidska dinastija
550 pr. n. št. Kir Veliki premaga Medijce in jih vključi v svojo državo, premaga pa tudi Elam.
Ahemenidi so oblikovali veliko cesarstvo, ki se je razprostiralo od Indije do Egipta, ogrožala je tudi Grčijo, in je bilo organizirano v satrapije povezane z razsežno mrežo cest. »Kirov cilinder« je prvi zapis neke deklaracije o človekovih pravicah iz časa Kira II.. Ahemenidska dinastija je zgradila pomembna mesta kot so Pasargad, Perzepolis, Suza in Ekbatan. Njihova vladavina je najbolj poznana po grško-perzijskih vojnah. Ahemenidsko cesarstvo začne propadati po vladavini Kserksesa I.. Prvi večji poraz so mu zadali Grki v bitki pri Maratonu (leta 490 pr. n. št.), Salamini (480 pr. n. št.) in Plateji (479 pr. n. št.), leta 330. pr. n. št. pa ga osvoji Aleksander Veliki - bitka pri Isu (333 pr. n. št.) in bitka pri Gavgameli (331 pr. n. št.).
Po razdelitvi Aleksandrove države, je Perzija pripadla Selevku I. Rodbina Selevkidov je vladala do leta 250 pr. n. št., ko so jo osvojili Parti.

#### Partsko cesarstvo
Partsko cesarstvo je bilo ustanovljeno 247. pr. n. št., in so se imeli za naslednike Ahemenidov. Cesarstvo je osnoval Arsak I., poglavar iranskega plemena Parni, po tem ko je osvojil tedanjo selevkidsko satrapijo Partijo. Parni so se asimilirali z domačimi Parti, Arsak pa je osnoval znamenito arsakidsko dinastijo, zato njegovo državo včasih imenujejo tudi Arsakidsko cesarstvo. Sčasoma je Partsko cesarstvo postalo vodilna sila na Bližnjem vzhodu, in je na vrhuncu moči poleg današnjega Irana obsegalo še Mezopotamijo, Armenijo, južno obalo Perzijskega zaliva in velik del Afganistana, Pakistana in Turkmenistana. Partsko cesarstvo je združevalo elemente iranske in helenistične kulture, kar se najbolj nazorno vidi v politični upravi. Partsko cesarstvo, ki se je občasno bojevalo z rimsko državo na zahodni meji, je propadlo leta 226 v vstaji vazalov, ki jih je vodil Ardašir I. in ki je nato osnoval novo, Sasanidsko cesarstvo.

#### Sasanidska dinastija
Sasanidi so bili prvi ki so svoje cesarstvo imenovali z endonimom, ki se je obdržal do danes - Iran-šar ali Erā-nšar (perzijsko: ايرانشهر, Iransko cesarstvo (domovina)). Vladali so enem od najvažnejših obdobij iranske zgodovine in ga zaznamovali s številnimi dosežki na različnih področjih. Posebej so vplivali na rimski svet, glede na to da so neprestano bojevali med seboj.. Njihov kulturni vpliv je dosegel tudi zahodno Evropo, Afriko, Kitajsko in Indijo, ter se nadaljeval tudi v islamskem obdobju,.

### Srednji vek
Stoletni boji z Rimljani so izčrpavali obe tedanji supersili, kar so izkoristili Arabci združeni pod islamom in začeli masovne vojne pohode. Osvajanje Irana so začeli leta 637 pod vodstvom Abu Bakra. Po zavzetju Ktezifona, glavnega mesta cesarstva, so muslimani premagali sasanidsko vojsko pri Nihavandi leta 642. Po Iranu se je začel širiti islam, ki je postal večinska religija tri stoletja kasneje v času vladanja dinastije Samanidov. Iran je bil islamiziran, a nikoli arabiziran, za razliko od drugih krajev ki jih je osvojil kalifat. Perzijci so pomembno vplivali na islamsko kulturo, politiko in religijo..
V 8. stoletju, v Horasanu prevzamejo disidentsko šiitsko doktrino in se osamosvoji od arabske dominacije. Z uporom je bila odstavljena dinastija Umajadov, ki jo je v Bagdadu leta 748 zamenjala Abasidska dinastija. Moč kalifov hitro kopni tako da med letoma 820 in 1005 v Iranu nastane mnogo močnih regionalnih dinastij, od katerih so bil pomembni Samanidi. Ti so se pogosto spopadali z Bagdadom in na ta način obogatili intelektualno življenje dinastij. Ne samo klasično arabsko kulturo, podpirali so tudi perzijsko književnost in ščitili mislece. Od leta 962 je Horasanu in Pandžabu vladala dinastija Gaznavidov iz Gaznija. V tem času, pod zaščito Mahmuda Gaznija, Firdusi piše »Šahnamo« (Knjiga kraljev), epsko pesnitev z zgodbami iz perzijske mitologije.
Seldžuki pridejo v regijo v 11. stoletju in premagajo Gaznavide in Samanide. V Iranu se dogaja kulturna in znanstvena renesansa. V Isfahanu je narejena opazovalnica, v kateri je Omar Hajam izdelal nov perzijski koledar s prestopnim letom, ki je še danes v uporabi. Ta doba je bila zelo plodna tudi za mnoge druge umetniške dosežke.
Seldžuško cesarstvo je v 12. stoletju postopoma razpadlo na manjše neodvisne dele. Okoli leta 1150 večino današnjega Irana obvladuje seldžuški sultan Ahmed Sandžar. Zadnji ostanek Seldžukov na ozemlju današnjega Irana uničijo Horezmijci pod vodstvom Ala ad-Din Tekeša leta 1194. Istočasno vzhodni predel današnjega Irana obvladovladujejo Guridi, ki pa si za težišče delovanja izberejo indijsko podcelino, kjer prodrejo vse do Bengalije. Leta 1220 začnejo Mongoli pod vodstvom Džingiskana  s totalno vojno proti Horezmijcem in jih preženejo proti Levantu. Invazija naredi precej škode državi in prebivalstvu. Uničijo številne namakalne sisteme, s tem pa tudi mrežo naselij. Uničena mesta zamenjajo izolirane oaze, število prebivalcev pade. Manjše lokalne dinastije vladajo do konca prvega mongolskega obdobja v letu 1335.
Leta 1381 se zgodi ponovna invazija, v kateri Timur v celoti osvoji Iran in postane vladar. Timuridi vladajo do leta 1507 ko uzbeški Šajbanidi zavzamejo Samarkand, istočasno pa v iranskem Azarbajdžanu nastopi domača dinastija Safavidov, ki centralizira iransko ozemlje.

### Novi vek

#### Safavidska in afšaridska dinastija
Iransko prebivalstvo se je spreobrnilo v imamitski šiizem v 16. stoletju, v času Ismaila I., prvega safavidskega vladarja. To spreobrnjenje je bila posledica zoperstavljanja dominaciji sunitskih otomanskih Turkov, ki so hoteli ustvariti enotno religijo. Spreobrnjenje je bilo obvezno, pod pretnjo s smrtjo.
Vrhunec safavidske vladavine je bil v času šaha Abasa I. Velikega, ki je izpeljal centralizacijo in državo popeljal v napredek. To je bila zlata doba tudi za umetnost in trgovino. Invazija afganskih plemen leta 1722 je pomenila zaton safavidske dobe. Leto po padcu zadnjega safavidskega vladarja (1735), Tahmasp Koli iz plemena Afšar izžene Paštunce in prevzame oblast pod imenom Nader-šah. V času njegove vladavine cel teritorij Irana združi in gre na vojni pohod v Indijo. Leta 1747 je bil ubit v zaroti.

#### Zandijska in kadžarska dinastija
Za oblast so se začele boriti razne lokalne dinastije: Afšaridi, Hotakijci, Kadžari in Zandijci. Karim Kan Zandijski je uspel leta 1750 združiti skoraj celo državo. V času njegove vladavine je bilo glavno mesto iz Mašhada preneseno v Širaz in začelo se je kratkotrajno obdobje miru in napredka. Po njegovi smrti leta 1779 so se spret začele borbe za oblast. Zmaga Mohamed Kan Kadžarski ki prevzame oblast leta 1794 in osnuje dinastijo, ki je trajala vse do leta 1925. Tedaj postane glavno mesto Teheran.
V času vladanja njegovih naslednikov Fateh-Ali šaha, njegovega vnuka Muhamed šaha in Nasser al-Din šaha je v državi vladal red, stabilnost in enotnost. Trgovci in verski vodje so bili pomembni člani družbe. Zaradi slabosti osrednje oblasti, začnejo velike kolonialne sile Rusije in Britanije, zahvaljujoč vojni in tehnološki moči, dominirati iranskemu gospodarstvu in se mešati v notranje zadeve države. Kljub vsemu je Iran očuval neodvisnost in ni bil nikoli koloniziran.

### Sodobni Iran
Prvi poskusi modernizacije države so se začeli že v času vladanja Nasrudin-šaha. Reforminan je bil davčni sistem, povečana je bila kontrola nad administracijo, razvijala se je industrija in trgovina. Zmanjšal se je vpliv tujih vlad, kot tudi vpliv šiitske duhovščine. Vendar pa so se proti koncu 19. stoletja začele širiti zahteve po več svoboščin. Pod pritiskov šiitskih verskih vodij so 30.12.1906 dobili prvo ustavo. Iran je postal prva bližnjevzhodna država ki je ustavo dobila z revolucijo. Kljub nevtralnosti, sta med 1. svetovno vojno dele iranskega ozemlja zasedla Rusija in Turčija, JV del pa Velika Britanija.

#### Rodbina Pahlavi
5. junija 1920 so v Azerbajdžanu razglasili sovjetsko republiko Gilan. 21. februarja 1921 je častnik Reza Khan Pahlavi v Iranu izvedel državni udar, parlament je 31. oktobra 1925 odstavil zadnjega kadžarskega šaha Mohammada Hassana Mirzo in za novega šaha imenovali Rezo Kana.
Začne se modernizacija Irana: razvoj težke industrije, veliki infrastrukturni projekti, gradnja nacionalne železnice, uvedba nacionalnega javnega izobraževalnega sistema, reforma sodstva (prej pod nadzorom duhovščine), oblikovanje iranskega civilnega zakonika, izboljšanje zdravstvenega sistema, itd. Posebne pravice, ki so bile pod prejšnjo vlado dodeljene tujcem, so ukinili. Državo so 21. marca 1935 preimenovali v Iran. Ženskam je bila odsvetovana nošnja čadorja, moškim pa ukazano nositi zahodnjaške obleke.
Ker je bil Iran v poslih z Veliko Britanijo in Sovjetsko zvezo v močno neenakopravnem položaju, je šah postal naklonjen Nemcem, vendar je Iran razglasil za nevtralno državo in ni podprl nemških vojaških operacij. Zato sta ZSSR in Britanija avgusta 1941 napadli Iran in prisilili šaha, da je predal oblast sinu Mohammadu Rezi.
Po vojni so se začeli pojavljati pozivi k nacionalizaciji iranskih naftnih polj in postopnem izrivanju tujcev. 28. aprila 1951 je Iran pod vodstvom predsednika vlade Mohamada Mosadeka nacionaliziral Anglo-iransko naftno družbo. Šah je bil temu močno nenaklonjen, saj so zahodne države uvedle embargo na iransko nafto, vendar je bil primoran zapustiti državo. S pomočjo udara, ki sta ga organizirali CIA in Britanci, se je šah vrnil in 19. avgusta 1953 odstavil Mosadeka.
V nadaljevanju je šah sklenil zavezništvo z zahodnimi državami (še posebej z ZDA) in začel z reformami, ki so leta 1963 rezultirale v t. i. Beli revoluciji. Te reforme so vključevale obvezno šolstvo, gradnjo industrije in infrastrukture, oslabitev vpliva veleposestnikov in večjo enakopravnost žensk. To je privedlo k nastanku delavskega razreda in okrepitev srednjega sloja ter naraščanje iranske moči na Bližnjem vzhodu. Veleposestniki in verski voditelji so bili proti reformi, saj je bil njihov vpliv na življenje v Iranu zmanjšan. Protestom se je pridružil tudi del Irancev, ki so z zemljiško reformo dobili izredno malo ali nič zemlje, zaradi česar so se morali znajti drugače.
Šah je v tem času tudi povečal svoja pooblastila, kar je kljub močnemu naraščanju standarda zaradi reform mnoge ujezilo, zato so se študentje pod vodstvom ajatole Rohollaha Homeinija združili v uporu proti šahu. Ti protesti so bili razgnani, Homeini pa je moral državo zapustiti in oditi v sosednji Irak.
V 70. letih 20. stoletja je naraščanje cen nafte povzročilo inflacijo in hitro večanje razlik med bogatimi in revnimi. Šah je začel z reformami za zmanjšanje inflacije, kar pa je težave in nepriljubljenost njegove vladavine še povečalo. Začelo se je obdobje protestov, ki niso več prenehali.

#### Islamska revolucija
V januarju 1978 je prišlo do spopadov med policijo in študenti teologije v mestu Kom. Pri tem je prišlo tudi do smrtnih žrtev med študenti, kar je opozicija izkoristila za organizacijo protestov po vsej državi, prišlo pa je tudi do združevanja več opozicijskih gibanj. Šah je kljub temu nadaljeval s pogajanji in se je vzdržal pretirane uporabe sile ter napovedal nadaljevanje reform.
Vse to pa protestnikov ni ustavilo in v septembru 1978 je izbruhnila splošna stavka, ki je močno zavrla življenje v Iranu. V tem času je šah pritisnil iraško vlado, naj izžene Homeinija. Homeini je nato odšel v Pariz, kjer je s pomočjo BBC in ostalih zahodnih medijev uspel še bolj učinkovito širiti propagando. Šah je ustanovil prehodno vlado in obljubil sodelovanje z opozicijo, kar pa je slednja razumela kot popuščanje šahove moči in protesti so se še okrepili. Vojska in policija zaradi šahovega ukaza po čim manjši uporabi sile nista odločneje posredovali.
Januarja 1979 je moral šah Reza Pahlavi zapustiti državo, 1. februarja pa se je v državo vrnil Homeini. Protestniki so začeli z zasedbo vladnih objektov, začasna vlada pa je 11. februarja odstopila. 1. aprila 1979  je bila razglašena islamska republika. Homeini je postal vrhovni voditelj, oblast je prevzel Revolucionarni svet sestavljen izključno iz verskih voditeljev in takoj obračunal s šahovimi privrženci. Iran je začel gospodarsko nazadovati, propad pa je pospešila tudi iransko-iraška vojna (1980-1988). Vojno je začel Irak, da bi zagotovil nadzor nad Šațț al-'Arabom.

#### Po Homeiniju
Ajatola Homeini je umrl 3. junija 1989. Nasledil ga je zmernejši ajatola Ali Hamenej, predsednik republike pa je leta 1989 postal Ali Akbar Rafsandžani. Spremenili so ustavo. Revolucionarni zagon se je umiril, prav tako nasprotja s sosednjimi državami.
Med Zalivsko vojno leta 1991 je Iran ostal nevtralen (dovolil je le prisotnost iraških letal in vstop iraškim beguncem).
Propad gospodarske politike in modernizacija iranske vlade je imelo za posledico izvolitev Muhameda Hatamija na mesto predsednika v letu 1997. V času njegovega vladanja je bilo precej nesoglasij med tistimi, ki so zahtevali spremembe in duhovščino, ki je želela zadržati svojo moč. Julija 1999 so na ulicah Teherana in drugih večjih mestih izbruhnili masovni protesti proti oblastem. Hatami je bil ponovno izvoljen leta 2001, vendar so konservativne struje v iranskem parlamentu destabilizirale njegovo reformno politiko.
Leta 2005 je bil na mesto predsednika države izvoljen Mahmud Ahmadinedžad, konzervativni župan Teherana. Za njegov mandat je bil značilen spor z ZDA glede nuklearnega programa in trda zunanja politika.

## Politika in uprava
Z ustanovitvijo islamske republike Iran je nastal enkraten sestav oblasti na svetu. Iran je edina uradno šiitska država v muslimanskem svetu. Islamska republika Iran je teokratična država, kjer velja, da prihaja oblast od Boga, moč pa leži v rokah duhovščine. Ta oblika teokracije ima za osnovo načelo velayat-e faqih (ولایت فقیه), ki ga je v 1960 letih teoretiziral ajatolah Ruholah Homeini, prvi Vodja Revolucije.

### Upravna delitev
Pokrajinam ali provincam (perz. استان; ostān, mn. استانھا; ostānhā) načeljujejo iz lokalnega središča, običajno največjega mesta (perz. مرکز; markaz, »središče«). Pokrajino upravlja upravitelj (perz. استاندار; ostāndār), ki ga postavlja Ministrstvo za notranje zadeve, potrdi pa ga vlada.
Do leta 2004 je imel Iran 28 pokrajin. Po sprejetem zakonu je pokrajina Horasan razdeljena je na tri dele, leta 2010 pa ustanovljena tudi nova Elburška pokrajina. Leta 2013 je imel Iran 31 pokrajin.
Vsaka pokrajina je razdeljena na okrožja (perz. شهرستان, šaherestān), ki se nadalje delijo na okraje imenovane bahš (perz. بخش). Pokrajine so:
Elburs, Ardabil, Azarbajdžan-e Gharbi (Zahodni Azerbajdžan), Azarbajdžan-e Sharqi (Vzhodni Azerbaidžan), Bušehr, Chahar Mahal va Bakhtiari, Esfahan, Fars, Gilan, Golestan, Hamadan, Hormozgan, Ilam, Kerman, Kermanšah, Horasan-e Jonubi (južni Horasan), Horasan-e Razavi (Razavi Horasan), Horasan-e Shomali (severni Horasan), Huzestan, Kohgiluyeh va Bovjer Ahmad, Kordestan, Lorestan, Markazi, Mazandaran, Qazvin, Kom, Semnan, Sistan va Balučestan, Teheran, Yazd, Zanjan
Administrativna struktura v Iranu se pogosto menja. Leta 2005 je v Iranu obstajalo 324 šahrestanov, 865 bahšov, 982 mest in 2378 vasi.

### Delitev oblasti
Politična ureditev islamske republike bazira na ustavi iz leta 1979 in se imenuje Qānun-e Asasi (Osnovni zakon). Oblast si deli več državnih organov, ki so zelo povezani. Večina članov izbere vodjo, predsednika republike, poslance v parlamentu in člane Sveta strokovnjakov (Majles - e Khoebregan) pa izbirajo na splošnih volitvah. Volilno pravico imajo vsi starejši od 18 let.
Versko pravni sistem temelji na šeriatskem pravu.
Izvršilna oblast:
- Predsednik države (od 4. junija 1989 vrhovni voditelj Ali Hoseini - Hameneja):  odgovoren je za nadzor nad splošno politiko Islamske republike Irana in je vrhovni poveljnik oboroženih sil. Vrhovni vodja (tudi vodja revolucije) izbira člane Sveta strokovnjakov, ki imajo neomejen mandat. Funkcijo vrhovnega vodje lahko opravlja samo duhovnik.
- Predsednik vlade: mandat traja štiri leta in ga lahko še enkrat ponovi. Predsedniške kandidate odobri Svet čuvarjev. Predsednik izbira in nadzoruje Svet ministrov, koordinira sklepe vlade in vodi vladno politiko, ki jo predstavlja parlamentu. Deset podpredsednikov pomaga predsedniku, ima tudi kabinet z 22 ministri, katerih imenovanje mora odobriti parlament.
- Kabinet: Svet ministrov, ki jih je izbral predsednik in potrdil parlament; Vrhovni vodja ima nekaj nadzora nad imenovanji bolj občutljivih ministrstev.

Za del izvršilne oblasti štejejo tudi trije nadzorni organi (sveti):
- Skupščina izvedencev (Majles - e Khoebregan), ima 83 članov, izvoljeni so za 8 let; zadolženi so za razlago ustave in izbiro vrhovnega vodje;
- Svet »primernosti« (Majma-ye- Tashkhis-e -Maslahat-e- Nezam), ki nadzira izvršilno oblast in razrešuje spore med parlamentom in vrhovnim vodjem;
- Svet varuhov ustave (Shora-ye Negban-e Qanon-e Asasi), ki nadzoruje vlado in njene sklepe in zakone; sestavljen je iz 6 pravnikov, ki jih imenuje parlament in 6 duhovnikov, ki jih imenuje verski vodja.

Zakonodajna veja:
- Enodomna islamska posvetovalna skupščina ali (perzijski : مجلس شورای اسلامى, Madžles-e Šora-je Eslami ali Majles) ima 290 sedežev; člani so izvoljeni na splošnih volitvah po okrožjih in imajo štiri letni mandat). Majles izglasuje zakone, ratificira mednarodne sporazume in potrjuje državni proračun. Vsi zakonodajni zastopniki morajo biti predstavljeni Svetu skrbnikov. Od leta 2006 je šest poslanskih mest v Majles-u rezerviranih za poslance verskih manjšin.
- Volitve: zadnje volitve so potekale 2. marca 2012 (prvi krog), drugi krog je potekal 4. maja 2012; (naslednje volitve bodo v letu 2016)

Sodna veja:
- Najvišje sodišče: vrhovno sodišče (sestavljajo ga predsednik in sodniki NA )
- Izbor sodnika in mandat : predsednika vrhovnega sodišča je tudi predsednik vrhovnega sodnega sveta. Imenovan je za 5 letno obdobje; imenuje druge sodnike in profesorje NA;
- Podrejena sodišča: Kazenska sodišča I in II; Islamsko revolucionarno sodišče; sodišč za mir; posebna administrativnega sodišča (delujejo zunaj sodnega sistema in obravnavajo primere, ki vključujejo duhovščino); vojaška sodišč.

## Prebivalstvo
V letu 2013 je imel Iran 79.853.900 prebivalcev, leta 2004 pa 67.503.000. Rast prebivalstva je bila v preteklih desetletjih precejšnja, v zadnjem desetletju pa se počasi umirja. Stopnja rasti je 1,24%, rodnost znaša 18,4 rojstev/1000 prebivalcev. Pričakovana življenjska doba ob rojstvu je poprečno 70,62 let (ženske 72,24 let, moški 69,09 let). Poprečna starost prebivalcev je 27,8 let.
Mestnega prebivalstva je 69,1 % od celotnega prebivalstva. Večja mesta so: Teheran (glavno mesto) 7.190.000, Mašhad 2.592.000, Isfahan 1.704.000, Karağ 1.531.000, Tabriz 1.459.000 (stanje 2009). Na Iranskem višavju so prebivalci naseljeni po oazah v kotlinah in dolinah, nekaj je še vedno nomadov.
Etnične skupine : Iranci 61 %, Azerbajdžanci 16 %, Kurdi 10 %, Luri 6 %, Beludži 2 %, Arabci 2 %, Turkmenci in turška plemena 2 %, drugi 1 % (stanje 2013).
Jeziki: indoevropski perzijski jezik (uradni - فارسی, farsi) 53 % (pisava arabska), poleg tega pa se lokalno uporablja še 15 regionalnih uradnih jezikov, med njimi: azerbajdžanski in druga turška narečja 18 %, kurdski 10 %, gilaški in mazandaranski 7 %, lurski 6 %, belučijski 2 %, arabščina 2 %, drugi 2 % (stanje 2013).
Religije: muslimani (državna vera) 98 % (šiiti 89 %, suniti 9 %), drugo (zoroastrska, judovska, krščanska in bahajska) 2 % (stanje 2013).
Zemljepisni položaj države, gospodarska in demografska situacija so vzrok, da Iran velja za državo izvora, tranzita in cilja migrantov. Čeprav v državi trenutno živi veliko število beguncev, je to država emigracije in imigracije.
Največ beguncev je iz Afganistana in Iraka. Leta 2001 je bilo afganistanskih beguncev okoli 3.809.600, iraških pa 530.100. Pritok beguncev se je začel v začetku 1980-ih, razlog pa so vojni spopadi na iranskih mejah.
Uradna politika iranske vlade je vračanje beguncev, od katerih je bilo že okoli 2 milijona vrnjeno, del tudi s pomočjo Združenih narodov.
Iranska dijaspora je ocenjena na okoli 4 milijone ljudi, ki so emigrirali v Severno Ameriko, Zahodno Evropo, Južno Ameriko, veliki del po revoluciji leta 1979. Trenutno je vzrok emigraciji (ocena je okoli 40.000 ljudi na leto) gospodarska nestabilnost, politika, izobraževanje in nezaposlenost.

## Gospodarstvo
Iransko gospodarstvo je v zadnjih desetletjih doživelo velike pretrese. Veliko rast v 70-ih letih, v 80-h pa izjemen padec zaradi islamske revolucije in vojne z Irakom. Država obvladuje velik del gospodarstva in banke, sistem je v glavnem odvisen od prihodkov od nafte. Razvoj sicer poteka v smeri tržnega gospodarstva, ki pa je omejeno na majhne delavnice, kmetijstvo, nekaj proizvodnje in storitev. Bohoti se neformalna dejavnost in korupcija. Razlike med mesti in podeželjem se drastično večajo.
Fiskalne in denarne omejitve, kot posledica mednarodnih sankcij proti Iranu, močno nižajo prihodke od nafte in silijo državo k zmanjšanju javnofinančne porabe. Gospodarska rast je postala prvič po dveh desetletjih negativna. Inflacija je v letu 2012 znašala 19,9%.
Po podatkih iz leta 2007 je zaposlenost bo dejavnostih naslednja: v kmetijstvu 25%, v industriji 31%, storitve 45%. Stopnja brezposelnosti je v letu 2012 znašala 15,5 %.
Vodilni iranski trgovinski partnerji so: Kitajska, Nemčija, Južna Koreja, Francija, Japonska, Rusija, Turčija in Italija, povečuje pa se sodelovanje z državami v razvoju (Sirija, Indija, Venezuela, Šrilanka in Južna Afrika).
Iran sodeluje v naslednjih mednarodnih organizacijah: CICA, CP, D-8, ECO, FAO, G-15, G-24, G-77, IAEA IBRD, ICAO, Mednarodno kazensko sodišče (nacionalni odbori), ICRM, IDA, IDB, IFAD, IFC, IFRCS, IHO, ILO, IMF, IMO, IMSO, Interpol, IOC, IOM, IPU, ISO, ITSO, ITU, MIGA, NAM, Organizacije islamskega sodelovanja, OPCW, OPEC, PCA, SAARC (opazovalec), SCO (opazovalec), OZN, UNAMID, UNCTAD, UNESCO, UNHCR, UNIDO, UNITAR, UNWTO, UPU, WCO, WFTU (NVO), WHO, WIPO, WMO, WTO (opazovalec). S 1. januarjem 2024 je Iran tudi član mednarodnega gospodarskega združenja BRICS.

### Kmetijstvo
Iran ima 10,05% ozemlja obdelovalnih površin od katerih namakajo 87.000 km², 1,08% trajnih nasadov in 27% pašnikov. Težave kmetijstvu povzročajo občasne suše, poplave, nevihte prahu in peščeni viharji.
Kmetijski proizvodi so predvsem: pšenica, riž, druga žita, sladkorna pesa, sladkorni trs, sadje, oreški, bombaž, mlečni izdelki, volna, čaj, kaviar.  Sadjarstvo je zastopano z: pomarančami, limonami, mandarinami, pistacijami, mandlji, lešniki, dateljni, marelicami, jabolki in grozdjem (rozine). Hrane ne pridelajo dovolj za lastne potrebe.
Živinoreja je najpomembnejša izven namakalnih območij. Živali večinoma redijo kot pol nomadi. Tako vzredijo 40% koz in ovac, pomembna postaja tudi govedoreja in perutninarstvo.
Ob Kaspijskem jezeru je razvito ribištvo in pridelava kaviarja. Ob Perzijskem zalivu razvijajo ribištvo na odprtem morju.

### Industrija, rudarstvo in energetika
Iran ima velike zaloge nafte in zemeljskega plina v območju Huzistana, ob obali in na dnu Perzijskega zaliva. Imeli naj bi 16% znanih zalog zemeljskega plina in 10% zalog nafte. Za proizvodnjo skrbi Iranska državna naftna družba (NIOC). Zemeljski plin po plinovodih izvažajo v Turčijo, v gradnji so še drugi plinovodi.
Iran proizvede 220,3 milijard kWh (2011) električne energije, porabijo pa jo 182,7 milijard kWh. Razliko izvozijo. Elektriko pridobivajo iz fosilnih goriv (nafta, zemeljski plin), hidro energije (reki Karun in Karhe) ter drugih obnovljivih virov. Največji je delež fosilnih goriv (86,2%). (Vsi podatki so za leto 2010).
Pomembno je pridobivanje kroma, bakra in molibdena, železove rude, cinka in zlata, fosfatov, sadre in kuhinjske soli.
Danes ima Iran razvito domačo industrijo, mnogo pa se vlaga tudi v znanost kot so nanotehnologija, biotehnologija, farmakologija, vesoljske in nuklearne tehnologije, itd. Iran ima tudi velik turistični potencial glede nato, da se na osnovi atraktivnih naravnih in zgodovinskih lokalitet navaja kot ena izmed prvih 10 turističnih držav na svetu. Med letoma 2005 in 2010 je Iran začel proces privatizacije in tako državni del v bruto domačem proizvodu zmanjšal iz 80% na 40%], in ga namerava še zmanjšati.

## Promet
Cestni promet je razvit predvsem med večjimi mesti in v mestih, precejšen problem predstavljajo visoke gore. Tako ima Iran skupaj 198.866 km cest od tega 1.948 km hitrih cest in avtocest. Z utrjenim voziščem jih je 160.366 km od tega z asfaltnim okoli 44%.
Železnic imajo skupaj 8.442 km od tega: 94 km s širino tirov 1,676 m ostale s širino tirov 1,435 m, 148 km je elektrificirano (stanje 2008).
Plovnih poti je 850 km (na reki Karun; nekaj na Urmijskem jezeru) (stanje 2012). Imajo več naftnih terminalov (otok Harg, Lavan, Sirri) in druga večja pristanišča v Perzijskem zalivu: Bandar-e-Emãm, Bandar-e-Bũšehr, Bandar-e-Abbãs. Ob Kaspijskem jezeru pa Bandar-e-Anzali in Noušahr.
Vseh letališč je po državi 319 (stanje 2013), od tega z utrjenimi pistami 140. 19 letališč ima redni letalski promet med njimi: Isfahan, Tabriz, Kermãnšãh, Širaz, Mašhad, Bušehr, Yazd, Zãhedãn in drugi. Največje je mednarodno latališče v Teheranu odprto leta 1997. Nacionalni prevoznik je Iran Air. Glede na dolžino pristajalne steze je število naslednje:
- > 3.047 m: 42
- 2.438 to 3.047 m: 29
- 1.524 to 2.437 m: 26
- 914 to 1.523 m: 36
- < 914 m: 7

Imajo tudi 26 helioportov.

## Kultura
Iranska kultura je bila dolga stoletja dominantna kultura v prostoru Bližnjega vzhoda in srednje Azije, perzijski jezik je bil jezik intelektualcev. Skoraj vsa filozofska, znanstvena in književna dela v islamskih cesarstvih so napisana v njem in prevedena v arabščino.
Za iransko kulturo je značilno mnogo običajev in tradicij, islam v šiitski obliki, jezik, bogata mitologija, zveza z zoroastrizmom, bogata umetnost, poezija in perzijska, kurdska, azerbejdžanska in druge književnosti.
Zelo pomembna značilnost kulture je tudi perzijska prijaznost tarof (تعارف), ki zahteva spoštovanje starejših in žensk, uporabo vljudnega jezika in gostoljubnost napram tujcem.

### Književnost
Najstarejša dela v perzijskem jeziku (staroperzijski ali srednjeperzijski) so iz ahemenidske dobe, in segajo tudi do 650. pr. n. št.. Najvažnejša dela perzijske književnosti so nastala v času islamskega osvajanja sasanidskega Irana, okoli leta 650. Ko so oblast prevzeli Abasidi (leta 750), so mnogi Perzijci postali pisarji in uslužbenci islamskega cesarstva, vse bolj pa tudi pisci in pesniki. Perzijci so v tem času pisali tako v arabskem kot perzijskem jeziku, a je kasneje perzijski postal v književnih krogih pomembnejši. Perzijske pesnike kot so bili Sadi, Hafiz in Rumi berejo po vsem svetu, in so imeli velik vpliv na književnost v mnogih državah. Moderna iranska književnost je manj poznana.
Perzijska književnost je posebej poznana po epski, zgodovinski, filozofski in ljubezenski poeziji. Važni perzijski pisci so: Firdusi (avtor Šahname), Nizami (avtor dela Lejla in Madžun, Sedem princes), Rumi (avtor Mesnevija), Sadi, Hafiz, Omar Hajam in drugi.
Od modernih piscev su bolj znani: Sadek Hedadžat, Ali Šarijati, Ferejdun Moširi, Foruk Farohzad.

### Umetnost
V »Velikem Iranu«, odnosno na področju ki poleg Irana obsega še Afganistan, Tadžikistan, Azerbajdžan, Uzbekistan in okoliška področja, so nastala mnoga dela perzijske umetnosti, ki obsegajo slikanje, izdelavo preprog, lončarstvo, kaligrafijo in druge.
Med bolj poznanimi v svetu je izdelava iranskih preprog (farš فرش). Vse se izdelujejo ročno iz naravnih materialov, za izdelavo pa je potrebno več mesecev. Poznanih je več vrst (vzorcev) perzijskih preprog, na Slovenskem je najbolj poznana nomadska preproga imenovana ćilim (perzijsko: gelim (گلیم), turško: kilim).
Posebej znano področje perzijske umetnosti so miniature. Miniature običajno krasijo knjige ali pa so izdelane posebej za album miniatur. Za perzijske miniature je značilna izredna zapletenost, običajno pa prikazujejo teme iz perzijske mitologije in pesništva.
Kaligrafija pisana v perzijskem jeziku datira iz predislamskega časa in se je razvila v več stilov. Danes se ta umetnost revitalizira in vklaplja v ostale oblike umetnosti.

## Naravne in kulturne znamenitosti
Bam je mesto v oazi na južnem koncu puščave Dašt-e-Lũt ob stari trgovski poti proti Indiji. Ob potresu leta 2003 je bilo močno poškodovano. Je z obzidjem zavarovano srednjeveško mesto (Arg-e-Bam), nad katerim dominira trdnjava iz časa Sasanidov. Je del Unescove svetovne dediščine.
Bisotũn (tudi Bisitun) je vas v bližini Kermãnšãha.  Nad reko je v skalno steno vklesan relief Dareja I. iz okoli leta 520 pr. n. št., z napisi v staroperzijskem, elamskem in novobabilonskem jeziku. Na osnovi tega spomenika so v 19. stoletju razvozlali klinopis.
Čoga Zanbil so razvaline elamske prestolnice Dur Untaš (14. - 7. stol. pr. n. št.). Mesto je bilo obdano s tremi koncentričnimi krogi obzidij. Na sredini so ostanki svetišč in pet stopenjski zigurat (stolp) ter ostanki palač. Je del Unescove svetovne dediščine.
Gonbad-e Qabũs je mesto na SV države, kjer živijo Turkmenci. Ohranjen je iz žgane gline zgrajen mavzolej kneza Qabusa ibn Vušmgirja v obliki 55 m visokega stolpa (11. stol.).
Isfahan (Esfahãn) je mesto ob reki Zayandeh, prestolnica safavidske Perzije (1598 - 1786). V središču je 525 x 160 m velik trg Nakš-e Džahan (Maidãn-e Emãm), ki je del Unescove svetovne dediščine. Tukaj so Šahova mošeja (nekdaj kraljeva mošeja 1611-1630), Mošeja Šejka Lotfalaha (1603-1619), palača Ālī Qāpū (1597 - 1660), za njo pa palača Čehel Sotun (1647 - 1707). Znamenit je še pokriti bazar s Petkovo mošejo (11. - 18. stol.), medresa Čahãr Bãgh (1704 - 1714), štirje mostovi iz safavidskega obdobja in armenska četrt Jolfã s stolnico Vãnk (1655 - 1664).
Kašan, mesto v oazi blizu Koma. Iz seldžuškega obdobja je Petkova mošeja (11. stol.), mošeja Masjed-e Jãme (1236 - 1264), bazar, medresa imama Homeinija (19. stol.) in vrtovi Bãgh-e Fin (16. stol.)
Mašhad je šiitsko sveto mesto, ki leži na SV države in je pomembna romarska pot h grobnici šiitskega imama Reze (umrl leta 817). Tukaj so svetišča z mavzolejem (11. stol.), mošeja Gõhar Šãd (1416 - 1418), Sveti muzej in Rezov muzej.
Pasargad (Pãsãrgãd), prva prestolnica ahemenidske Perzije (550 - 518 pr. n. št.) in leži blizu Perzepolisa. Tukaj je grobnica Kira Velikega, ostanki njegove palače, zakladnice in svetišč. Je del Unescove svetovne dediščine.
Perzepolis (Taht-e Jamšĩd) prestolnica ahemenidske Perzije (518 - 331 pr. n. št.) in leži SV od Širaza na obsežni umetni terasi velikosti 450 x 300 m. Nanjo vodita z reliefi okrašeni stopnišči, tukaj so ostanki zgradb (z reliefi okrašena sprejemna palača Apadana, Darejeva in Kserksova palača, dvorana stotih stebrov in kraljevska zakladnica) ter v skalo vklesana grobnica Artakserksa I. in III. Je del Unescove svetovne dediščine.
Qara Kelisã (črna cerkev) je armenski samostan obdan z obzidjem in cerkev sv. Tadeja iz 12. stol. Leži v gorah južno od Mãkũja v Azerbejdžanu.
Kom (tudi Qum) je najpomembnejše šiitsko versko in izobraževalno središče v Iranu. Je tudi božja pot h grobu Fatime Masumeh, sestre osmega imama Reze (Hazrat-e Ma'sumeh) -  17.stol. Tukaj je še mošeja Azam ter številni mavzoleji, največ iz 14. stol.
Soltãnĩye (tudi Sultaniye) je manjše mesto blizu Kazvina. Bila je poletna rezidenca mongolske rodbine Ilhanidov. Delno je ohranjena trdnjava iz 14. stol., iz opeke zgrajen osemkotni mavzolej kana Uljajtuja (vladal 1304 - 1314). Je del Unescove svetovne dediščine.
Širaz (Širãz) je kulturno in gospodarsko središče južnega Irana. Leži v kotlini v gorovju Zagros na nadmorski višini 1540 m. Tukaj sta mavzoleja pesnikov Hafisa (zgrajen 1936 - 38) in Sadija (1952). Pokriti bazar Vakĩl s karavanserajem (1871) in Vakĩlova mošeja (1773), mavzolej šaha Čerãgha (12. st.), Stara petkova mošeja (9. - 14. st.), palača Bãgh-e Nazar (18. st.) s Parsijskim muzejem, Oranžni vrt (Bãgh-e Nerenjestãn - 19. stol.) in Rajski vrt (Bãgh-e Eram) zdaj botanični vrt.
Tabriz (Tãbrĩz) je središče iranskega dela Azerbajdžana in leži na višini 1340 m. Znamenita je Modra mošeja z mozaiki iz keramičnih ploščic iz leta 1465, trdnjava iz 14. stol., armenska Marijina cerkev (1785) in Azerbajdžanski muzej.
Taht-e Soleimãn je nekdanje zoroastrsko svetišče iz 13. stol., ki leži ob gorskem jezeru južno do Azerbajdžana. Svetišče ognja  (6. - 7. stol.) in druge verske stavbe ležijo znotraj obzidja.  Je del Unescove svetovne dediščine.
Teheran (Tehrãn) je glavno mesto od leta 1786. Leži ob vznožju gorovja Elburs na višini 1190 m. Znamenitosti so palača Golestan (19. stol.), velik pokriti bazar, mošeja Šahid Motahhari (1878 - 90). Na južnem robu mesta stoji Homeinijev mavzolej, na severu pa palača Saadabad, poletna rezidenca zadnjega šaha, danes muzej. Iranski narodni muzej, Iranski muzej stekla in keramike, Narodni muzej draguljev, Muzej preprog in drugi prikazujejo zgodovino te starodavne državne tvorbe.
Yazd je mesto ob stari trgovski poti med Isfahanom in Kermanom. Je središče zoroastrske vere s Svetiščem ognja (Ateškade). Druge znamenitosti so še: Petkova mošeja (12. stol.), grobna mošeja dvanajstih imamov (12. st.), vrt Bãgh-e Dowlat s palačami iz 18. stol., v bližini so tudi stolpi tišine in zoroastrsko svetišče ognja Čak Čak.

### Unescova svetovna dediščina
- Mejdan-e Emam v Isfahanu [23]
- Perzepolis[24]
- Mesto ruševin Čoga Zanbil - razvaline svetega mesta kraljevine Elam [25]
- Arheološko najdišče Takt-e Sulajman[26]
- Bam s kulturno krajino[27]
- Pasargad[28]
- Sultanija - mavzolej Uljajtu[29]
- Bisotun - basrelief in klinopis[30]
- Armenski samostani v Iranu[31]
- Zgodovinski hidravlični sistem mesta Šuštar[32]
- Kanega in grobnica šejka Safija al-Dina v Ardabilu[33]
- Zgodovinski bazar v Tabrizu[34]
- Perzijski vrtovi[35]
- Mavzolej Gonbad-e Kabus  - v bližini ruševin starodavnega mesta Jorjan v severovzhodnem Iranu[36]
- Petkova mošeja v Isfahanu (Masdžed-e Džame[37]
- Palača Golestan v Teheranu[38]
- Antično mesto Suza
- Zgodovinska kulturna krajina Majmand
- Ruševine mesta Šahri Sohte
- Perzijski namakalni sistem kanatov
- Puščava Lut
- Staro mestno jedro Yazda

## Pojasnjevalne opombe
1. ↑  perzijsko ایران, latinizirano: Irân [ʔiːˈɾɒːn] ⓘ
2. ↑  perzijsko جمهوری اسلامی ایران, latinizirano: Jomhuri-ye Eslâmi-ye Irân [dʒomhuːˌɾije eslɒːˌmije ʔiːˈɾɒn] ⓘ

### Citations
1. ↑  Jeroen Temperman (2010). State-Religion Relationships and Human Rights Law: Towards a Right to Religiously Neutral Governance. Brill. str. 87–. ISBN 978-90-04-18148-9. Arhivirano iz spletišča dne 10. aprila 2023. Pridobljeno 20. junija 2015. The official motto of Iran is [the] Takbir ('God is the Greatest' or 'God is Great'). Transliteration Allahu Akbar. As referred to in art. 18 of the constitution of Iran (1979). The de facto motto however is: 'Independence, freedom, the Islamic Republic.'
2. ↑  »Surface water and surface water change«. Organisation for Economic Co-operation and Development (OECD). Arhivirano iz spletišča dne 24. marca 2021. Pridobljeno 11. oktobra 2020.
3. ↑  »Iran Population (2024) – Worldometer«. Arhivirano iz spletišča dne 23. novembra 2023. Pridobljeno 30. marca 2024.
4. 1 2 3 4  »World Economic Outlook Database, April 2024 Edition. (Iran)«. International Monetary Fund. Arhivirano iz spletišča dne 16. aprila 2024. Pridobljeno 20. aprila 2024.
5. ↑  »Gini Index coefficient«. The World Factbook. Pridobljeno 24. septembra 2024.
6. ↑  »Human Development Report 2023/24« (PDF) (v angleščini). United Nations Development Programme. 13. marec 2024. str. 289. Arhivirano (PDF) iz spletišča dne 13. marca 2024. Pridobljeno 13. marca 2024.
7. ↑  W. Bode und H.D. Knapp (Hrsg.): Schutz der Biologischen Vielfalt und integriertes Management der Kaspischen Wälder (Nordiran). [bilingual Deutsch/Farsi]. Bundesamt für Naturschutz, Bonn-Bad Godesberg 2005, ISBN 3-7843-3912-3 (Naturschutz und Biologische Vielfalt; 12)
8. ↑  R. Ghirshman, Fouilles de Sialk près de Kashan, 1933, 1934, 1937, Pariz, 1938.
9. ↑  Shapour Suren-Pahlav Cyrus Charter of Human Rights Iran Chamber
10. ↑  A. Grabar, « Le rayonnement de l’art sassanide dans le monde chrétien », La Persia nel Medioevo, Rim, 1971., str. 679.-707.
11. ↑  Abdolhossein Zarinkoub, Ruzgaran: tarikh-e Iran az aghz ta saqut saltnat Pahlvi, Sukhan, 1999. ISBN 964-6961-11-8 - p. 305.
12. ↑  M. M. Mango, « Byzantine, Sasanian and Central Asian Silver, Kontakt zwischen Iran, Byzanz und der Steppe » in 6-7. Jh., ed. Cs. Balint, Varia Archaeologica Hungarica, IX, Budimpešta, 2000., str. 267.-284.
13. 1 2  Iran in history Arhivirano 2009-06-19 na Wayback Machine., Bernard Lewis, Moshe Dayan Center for Middle Eastern and African Studies, Sveučilište u Tel Avivu, 2001. godine
14. ↑  "Abbassid Caliphate Arhivirano 2008-04-03 na Wayback Machine., C. E. Bosworth, Encyclopaedia Iranica
15. ↑  « Ghaznavids », C.E. Bosworth Encyclopaedia Iranica
16. ↑  « Mongols », Peter Jackson, nov. 2002, Encyclopaedia Iranica
17. ↑  Ehsan Yarshater, « Iran - The Safavids » Arhivirano 2009-01-16 na Wayback Machine., Encyclopædia Iranica, 2006
18. ↑  »CIA factbook«. Arhivirano iz prvotnega spletišča dne 3. februarja 2012. Pridobljeno 27. junija 2007.
19. ↑  Number of shahrestans, bakhshes, cities and dehestans according to the administrative divisions, Statistical Center of Iran, 1383/2005
20. ↑  David Cockroft, Asile, Immigration et travailleurs du transport (cf Tableau 1 Origine des 10 principales populations réfugiées en 2001, p. 86), Education ouvrière 2002/4, broj 129, Mednarodna organizacija dela
21. ↑  »International organization participation«. Arhivirano iz prvotnega spletišča dne 3. februarja 2012. Pridobljeno 27. junija 2007.
22. ↑  PressTV (29. november 2009). »Iran privatizes $63bn of state assets«. Tehran: PressTV.ir. Arhivirano iz prvotnega spletišča dne 25. marca 2012. Pridobljeno 21. aprila 2011.
23. ↑  Centre, UNESCO World Heritage. »Meidan Emam, Esfahan«. UNESCO World Heritage Centre (v angleščini). Pridobljeno 19. junija 2021.
24. ↑  Centre, UNESCO World Heritage. »Persepolis«. UNESCO World Heritage Centre (v angleščini). Pridobljeno 19. junija 2021.
25. ↑  Centre, UNESCO World Heritage. »Tchogha Zanbil«. UNESCO World Heritage Centre (v angleščini). Pridobljeno 19. junija 2021.
26. ↑  Centre, UNESCO World Heritage. »Takht-e Soleyman«. UNESCO World Heritage Centre (v angleščini). Pridobljeno 19. junija 2021.
27. ↑  Centre, UNESCO World Heritage. »Bam and its Cultural Landscape«. UNESCO World Heritage Centre (v angleščini). Pridobljeno 19. junija 2021.
28. ↑  Centre, UNESCO World Heritage. »Pasargadae«. UNESCO World Heritage Centre (v angleščini). Pridobljeno 19. junija 2021.
29. ↑  Centre, UNESCO World Heritage. »Soltaniyeh«. UNESCO World Heritage Centre (v angleščini). Pridobljeno 19. junija 2021.
30. ↑  Centre, UNESCO World Heritage. »Bisotun«. UNESCO World Heritage Centre (v angleščini). Pridobljeno 19. junija 2021.
31. ↑  Centre, UNESCO World Heritage. »Armenian Monastic Ensembles of Iran«. UNESCO World Heritage Centre (v angleščini). Pridobljeno 19. junija 2021.
32. ↑  Centre, UNESCO World Heritage. »Shushtar Historical Hydraulic System«. UNESCO World Heritage Centre (v angleščini). Pridobljeno 19. junija 2021.
33. ↑  Centre, UNESCO World Heritage. »Sheikh Safi al-din Khānegāh and Shrine Ensemble in Ardabil«. UNESCO World Heritage Centre (v angleščini). Pridobljeno 19. junija 2021.
34. ↑  Centre, UNESCO World Heritage. »Tabriz Historic Bazaar Complex«. UNESCO World Heritage Centre (v angleščini). Pridobljeno 19. junija 2021.
35. ↑  Centre, UNESCO World Heritage. »The Persian Garden«. UNESCO World Heritage Centre (v angleščini). Pridobljeno 19. junija 2021.
36. ↑  Centre, UNESCO World Heritage. »Gonbad-e Qābus«. UNESCO World Heritage Centre (v angleščini). Pridobljeno 19. junija 2021.
37. ↑  Centre, UNESCO World Heritage. »Masjed-e Jāmé of Isfahan«. UNESCO World Heritage Centre (v angleščini). Pridobljeno 19. junija 2021.
38. ↑  Centre, UNESCO World Heritage. »Golestan Palace«. UNESCO World Heritage Centre (v angleščini). Pridobljeno 19. junija 2021.